# Fertilização externa

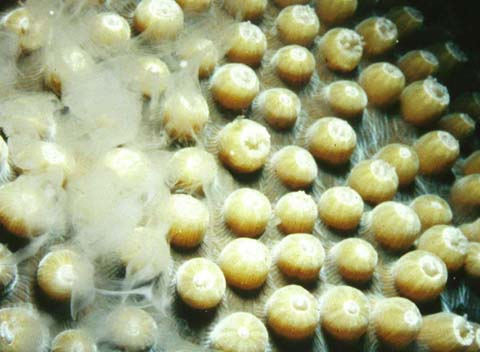
Desova de um coral Scleractinia.

A fertilização externa ou fecundação externa é o processo de fecundação através do qual lança os gametas em um ambiente externo. A fertilização externa é típica de peixes e anfíbios. Entre os peixes, os machos lançam os gâmetas na água e a fêmea passa e os coletam em uma bolsa. Há casos em que a fêmea deposita o óvulo em um local e o macho passa com os gâmetas fecundando-os de forma externa.